# 张敬平
张敬平(1969年5月-)，女，汉族，河南林县人。1987年7月加入中共，1991年7月参加工作，在职工学博士学位，高级工程师。现任贵州省副省长。

## 简历
1991年毕业于太原工业大学水利工程系水利工程专业，后进入山西水利勘测设计研究院工作。2007年6月，任山西省水利厅直属机关党委副书记；
2011年4月，任山西省农业科学院副院长；
2013年5月，任山西省妇女联合会副主席（2010.09—2014.06在西安理工大学水文学及水资源专业博士研究生学习，获工学博士学位）；
2015年3月，任中共吕梁市委常委、宣传部部长；2017年8月，任中共吕梁市委常委、市政府常务副市长；
2018年10月，任山西省委教育工作委员会副书记（主持日常工作，正厅长级）；
2020年3月，任山西省科学技术协会党组书记；
2020年11月至2023年1月，任中共中央对外联络部党群外事协调局局长
2023年1月，任贵州省人民政府副省长。